# 圆齿肋毛蕨
圆齿肋毛蕨（学名：Ctenitis silaensis），为叉蕨科肋毛蕨属下的一个植物种。